# Accidente ferroviario de Toukh
El 18 de abril de 2021, un tren descarriló en la ciudad de Toukh en la gobernación de Qalyubiyya, Egipto. El accidente dejó 23 muertos y otros 139 heridos, atrapando a varios debajo de carruajes volcados. Fue el tercer gran accidente de tren en Egipto registrado en menos de un mes. Teniendo en cuenta la similitud de los choques de trenes y los percances en Egipto, los fiscales culparon a la negligencia de los empleados ferroviarios y a la mala gestión del país.

## Investigación
Las investigaciones preliminares atribuyeron el incidente al aumento de velocidad del tren Toukh, que circulaba a 120 km/h en un tramo no diseñado para velocidades superiores a 30 km/h. El conductor del tren, el asistente del conductor y todos los trabajadores de las señales y torres en el área donde ocurrió el accidente fueron detenidos como parte de la investigación.

## Responsables
El presidente Abdel Fattah Sisi encargó al primer ministro Mostafa Madbouly que formara un comité, integrado por miembros de la Autoridad de Control Administrativo, la Autoridad de Ingeniería de las Fuerzas Armadas y el Colegio Técnico Militar, para determinar la causa del accidente. El ministro de transporte, Kamel Al-Wazir, visitó el lugar del accidente y declaró que los responsables rendirían cuentas. El Ministerio de Salud desvió 58 ambulancias al lugar para trasladar a los heridos. Ashraf Raslan, jefe de la autoridad ferroviaria egipcia, fue despedido después del incidente.